# The Governor's Lady (film fra 1923)
The Governor's Lady (originaltitel TheFlameofLife) er en amerikansk stumfilm fra 1923 af Harry Millarde.

## Medvirkende
- Robert T. Haines som Daniel Slade
- Jane Grey som Mrs. Mary Slade
- Anna Luther som Katherine Strickland
- Frazer Coulter som George Strickland
- Leslie Austin som Robert Hayes